# Торрекабальєрос
Торрекабальєрос (ісп. Torrecaballeros) — муніципалітет в Іспанії, у складі автономної спільноти Кастилія-і-Леон, у провінції Сеговія. Населення — 1206 осіб (2010).
Муніципалітет розташований на відстані близько 70 км на північний захід від Мадрида, 9 км на схід від Сеговії.
На території муніципалітету розташовані такі населені пункти: (дані про населення за 2010 рік)
- Альдеуела: 179 осіб
- Кабанільяс-дель-Монте: 43 особи
- Ла-Торре: 7 осіб
- Торрекабальєрос: 977 осіб

## Демографія
Динаміка населення (INE ):